# Hiouchi
Hiouchi – jednostka osadnicza w Stanach Zjednoczonych, w stanie Kalifornia, w hrabstwie Del Norte.